# Alfred Wilhelm Strohl
Alfred Wilhelm Strohl (Sainte-Marie-aux-Mines, 4 maggio 1847 – Roma, 19 febbraio 1927) è stato un mecenate e pittore francese naturalizzato italiano.

## Biografia
Si hanno poche notizie della sua vita. Alsaziano di lingua francese, in gioventù studiò pittura a Parigi, dove fu allievo di Charles Gleyre. Nel 1871, dopo la disfatta francese nella guerra franco-prussiana, non volendo adottare la nazionalità tedesca pensò di abbandonare l'Alsazia.
Nel 1879, all'età di 32 anni, si trasferì a Roma e cambiò il proprio cognome in Strohl-Fern. Fern significa "lontano" in tedesco, un aggettivo che è stato interpretato col significato di "lontano dalla patria", ma anche "lontano dal mondo".
Acquistò un'ampia area verde (ca. 80.000 m²) a ridosso del parco romano di Villa Borghese e vi fece costruire una villa che diventò la sua residenza, ora nota come Villa Strohl Fern. All'interno dell'area allestì anche una serie di studi con annessa abitazione nei quali, a partire dal 1882, ospitò pittori ed altri artisti provenienti da diverse parti del mondo. Nel 1883 stipulò un contratto con un'accademia tedesca per accogliervi artisti prussiani. Tale ospitalità proseguì fino all'inizio della prima guerra mondiale.
Negli anni a cavallo tra la fine dell'Ottocento e l'inizio del Novecento vi soggiornarono molti artisti italiani, tra cui Francesco Trombadori, Carlo Levi, Amedeo Bocchi, Renato Brozzi, Arturo Martini e Virgilio Guidi. Anche Rainer Maria Rilke fu ospitato all'interno della villa.
Dopo la sua morte fu sepolto nel cimitero acattolico di Porta San Paolo, vicino alla piramide Cestia. La proprietà di Villa Strohl-Fern passò per testamento al governo francese, ma l'impostazione voluta da Strohl continuò ad essere praticata. All'interno dell'area fu impiantato nel 1957 il Lycée Chateaubriand, ma alcuni artisti vi rimasero fino al 1976.
Nel 2010 l'editore Davide Ghaleb ha pubblicato il libro di Giovanna Caterina de Feo  «Alfred Wilhelm Strohl-Fern», edito con il patrocinio dell'Assessorato alla Cultura del Comune di Roma e con il contributo dell'Istituto Svizzero di Roma e dell'Associazione Amici di Villa Strohl Fern.

## Riferimenti biografici
- Intervista a Giovanna Caterina de Feo [collegamento interrotto], su fattitaliani.it.